# Церска
Церска је насељено мјесто у општини Власеница, Република Српска, БиХ. Према попису становништва из 2013. године, у насељу је живјело 692 становника.

## Географија
Церска се налази недалеко од реке Дрине и крај овог места протиче река Дрињача.
Ово је претежно низијска област, а 50 километара јужно одавде, налази се планина Јавор. Од границе са Србијом ово мјесто дели свега око 20 километара.

## Становништво
Према попису становништва из 1991. године, мјесто је имало 1.409 становника.
| Демографија | Демографија | Демографија |
| Година      | Становника  | Становника  |
| ----------- | ----------- | ----------- |
| 1961.       | 685         |             |
| 1971.       | 914         |             |
| 1981.       | 1.162       |             |
| 1991.       | 1.409       |             |
| 2013.       | 692         |             |